# Rasputins Liebesabenteuer
Rasputins Liebesabenteuer ist ein deutscher Historien-Stummfilm aus dem Jahre 1928 von Martin Berger mit Nikolai Malikoff in der Titelrolle. Ihm zur Seite stehen zahlreiche deutsche und exilrussische Schauspieler.

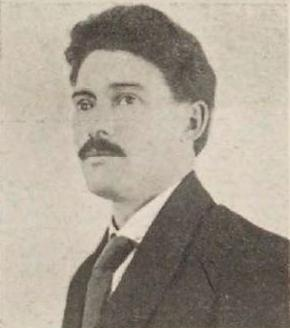
Nikolai Malikoff spielt den Mönch und „Wunderheiler“ …

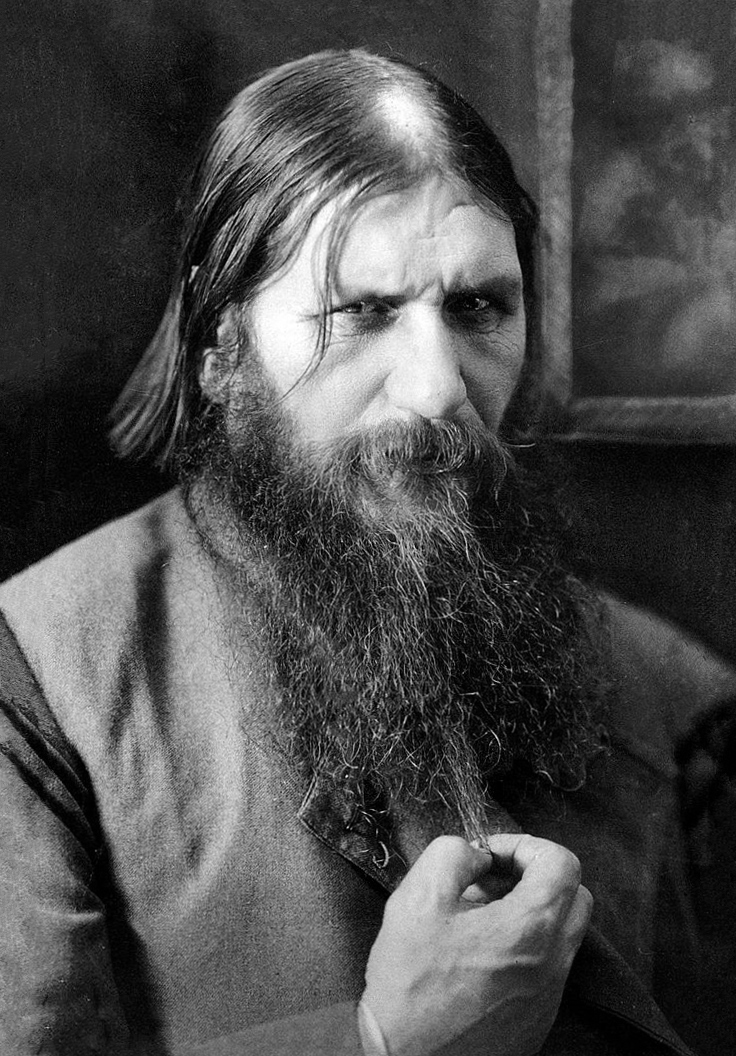
… Rasputin (hier ein Foto aus der Zeit um 1916)

## Handlung
Das als großes Ausstattungsepos konzipierte Werk erzählt die bekannte Geschichte des russischen Gauklers, „Wunderheilers“, Mönchs und Frauenbeglückers Rasputin. Im Vordergrund steht vor allem sein ausschweifendes Sexualleben, das ihm den Ruf eines „Wüstlings“ eingebracht hat. Kein Rock ist vor ihm sicher, ob der eines einfachen Bauernmädchens oder der einer Dirne, der einer Adeligen oder der einer anderweitigen, hochgestellten Dame vom Zarenhof. Als sein Einfluss auf die Zarin Alexandra immer größer zu werden droht, finden sich in Petrograd (Sankt Petersburg) einige Offiziere und Adelige konspirativ zusammen, um dem wüsten Treiben des als dreckigen Bauern gering geschätzten, skrupellosen Finsterlings ein Ende zu bereiten.
1916, inmitten des Ersten Weltkriegs, der Russland an den Rand des Zusammenbruchs zu führen droht, ist es schließlich soweit: Unter der Führung des jungen, ernsten Fürsten Jussupow metzeln die erbitterten Rasputin-Gegner denjenigen Mann nieder, dem sie alle Fehlentwicklungen der vergangenen Jahre im untergehenden Zarenreich anlasten. Erst als man nacheinander auf ihn geschossen, eingestochen und ihn vergiftet hat, stirbt der verhasste Rasputin.

## Produktionsnotizen
Rasputins Liebesabenteuer entstand im Sommer 1928, passierte am 17. September desselben Jahres die Filmzensur und wurde am 26. September 1928 in Berlin im Tauentzienpalast uraufgeführt. Die Länge des mit Jugendverbot belegten Siebenakters betrug 2837 Meter. In Österreich lief der Streifen ab dem 8. März 1929 unter dem Titel Rasputin und die Frauen.
Die von Otto Gülstorff umgesetzten Filmbauten entwarf Dosio Koffler. Die künstlerische Fachberatung leistete der auf russische Themen spezialisierte Prof. Alexander Arnstam. Adolf Essek war Aufnahmeleiter.
Der Film, wohl Bergers aufwendigste Arbeit, erhielt das Prädikat „volksbildend“.

## Wissenswertes
Angeführt von Nikolai Malikoff als Rasputin, wirkt in dem Film eine große Anzahl an exilrussischen Schauspielern mit, die sich nach 1918 dem großen Strom der vor den Bolschewiken nach Westeuropa fliehenden Weißrussen angeschlossen hat. So waren in der Zarenzeit u. a. die hier Mitwirkenden Diana Karenne, Alexander Murski, Nathalie Lissenko, Michael Rasumny und Alexandra Sorina in Russland ansässig.
Die Flut an so genannten „Russenfilmen“, in denen „weißrussische“ Themen, also solche, die zur Zarenzeit spielten, behandelt wurden, erreichte zu dieser Zeit vor allem in Deutschland ihren Höhepunkt. Es entstanden in den letzten zwei deutschen Stummfilmjahren 1928/29 neben Rasputins Liebesabenteuer Streifen wie Der Adjutant des Zaren, Wolga-Wolga, Der weiße Teufel, Troika und Spielereien einer Kaiserin. Deren Regisseure waren überwiegend Exilrussen wie Viktor Tourjansky, Alexander Wolkoff und Wladimir Strijewski.

## Kritiken
Das Prager Tagblatt ging intensiv auf die Gestaltung des Protagonisten durch Malikoff ein. Dort heißt es: „Glänzend maskiert, gibt er gleich in der ersten Szene sein ganzes zwiespältiges Wesen kund: hinter dem Pflug schreitend, sieht er die nackten Beine der Schnitterinnen und zwinkert ihnen begehrlich zu – im nächsten Augenblick gibt er einen Regenwurm liebevoll dem Erdreich zurück. Also eigentlich eine gute Seele, von der man aber im weiteren Verlauf wenig merkt. Am Ende ist er nur noch ‚Der heilige Teufel‘, und die Schlußszene, wie er sich, vergiftet und angeschossen, langsam erhebt, bevor ihn zwanzig Kugeln endgültig niederstrecken, hat wirklich etwas Gespenstisches an sich. (…) Die Handlung des Films geht locker und häufig nur angedeutet, aber dennoch zwingend auf ihr Ziel los, die Regie erschöpft alle Möglichkeiten … die Photographie ist sauber und arbeitet zeitweise mit ganz verblüffenden Effekten (Schatten!).“
Das Grazer Tagblatt befand: „Die düstere Gestalt des Wundermönches verkörpert Nikolai Malikoff, einer der besten russischen Schauspieler, in wahrhaft glänzender Weise. Auch alle übrigen Mitwirkenden stehen auf voller Höhe. Die Aufmachung ist der Darstellung ebenbürtig, besonders sind die prächtigen Landschaftsbilder der Exposition hervorzuheben.“
In Die Stunde ist über den Hauptdarsteller zu lesen: „Rasputin wird von Nikolai Malikoff … verkörpert. Seine Maske und sein Spiel sind geradezu verblüffend echt. Jack Trevor ist ein eleganter und in jeder Bewegung glaubwürdiger Jussupoff.“
Das zumeist recht kritische Blatt Die Unzufriedene meinte: „Der Film will vor allem Spannung, bunte, wirkungsvolle Handlung geben, und das gelingt ihm auch. Es ist kein großes Kunstwerk aber eine von Ehrgeiz zeugende, anständige Arbeit.“